# Abd al-Rahim al-Nashiri
Abd al-Rahim al-Nashiri (aussi écrit Abdel Rahim al-Nashiri, en arabe عبد الرحيم النشيري, né le 5 janvier 1965) est l'un des alias d'un Saoudien soupçonné par les États-Unis d'avoir participé à l'organisation de l'attentat d'octobre 2000 contre l'USS Cole dans le port d'Aden (Yémen), pour le compte d'Al-Qaïda. C'est l'un des détenus extra-judiciaires de Guantanamo (numéro d'immatriculation 10 015). Inculpé en décembre 2008 devant une commission militaire de Guantanamo, son procès militaire a depuis été suspendu par l'administration Obama. En août 2010, le département de la Justice déclara qu'« aucune charge n'était retenue ni envisagée contre lui. »
Des enregistrements vidéo dans lesquels il avait été torturé par des agents de la CIA ont été détruits en 2005, suscitant une enquête judiciaire qui n'a mené nulle part, le procureur suspendant toute poursuite en 2010.

## Capture et détention
Il a été capturé fin 2002 aux Émirats arabes unis, puis transféré à la CIA, laquelle l'a détenu dans des sites noirs, vraisemblablement en Thaïlande. Doté du statut de « combattant ennemi » lui retirant toute protection par les Conventions de Genève, il fut transféré au centre de détention de Guantanamo fin 2006, où il est détenu depuis dans le camp no 7.
Le 6 février 2008, le directeur de la CIA, Michael Hayden, confirma qu'al-Nashiri, ainsi que Khalid Cheikh Mohammed et Abou Zoubaydah avaient subi le supplice par l'eau (waterboarding) ,,.

## Un procès suspendu
Il fut inculpé en décembre 2008 devant une commission militaire de Guantanamo,. Lors d'une audition, en 2007, devant un Combatant Status Review Tribunal, il avait nié avoir participé à l'attentat-suicide contre l'USS Cole, déclarant que le bateau de survie qu'il avait acheté était destiné à faire de la pêche et avait été utilisé à son insu pour cet attentat. Il affirma également que des aveux lui avaient été extorqués sous la torture.
Après la prise de fonctions en janvier 2009 du nouveau président Barack Obama, celui-ci décida de suspendre par un ordre exécutif les procès militaires tenus en dehors du cadre judiciaire américain, et de fermer à terme Guantanamo. Néanmoins, fin janvier 2009, James Pohl, le juge militaire chargé du procès Al-Nashiri, refusa de se soumettre aux directives de l'administration Obama lui demandant de suspendre son procès. Cependant, Susan Crawford, la magistrate chargée de superviser les juridictions militaires de Guantanamo, a finalement décidé de suspendre les charges pesant contre Al-Nashiri, « sans préjudice » (c'est-à-dire qu'elles pourront être reprises), interrompant ainsi la procédure comme le demandait le président Obama.
En août 2010, le procès militaire était toujours suspendu. Mis à part les actes de torture auxquels il a été soumis, le Military Commissions Act de 2009 invalidant les aveux obtenus lors de ces interrogatoires, le procès devant les juridictions d'exception était entaché par leur possibilité d'admettre le témoignage indirect de deux Yéménites l'ayant impliqué dans l'attentat, qui devait être transmis à la commission militaire par des agents du FBI. Le département de la Justice déclara qu'« aucune charge n'était retenue contre lui », ce qui n'empêcha pas son maintien en détention extra-judiciaire .

## L'enquête inaboutie concernant la destruction des enregistrements de torture
Par ailleurs, en novembre 2010 le procureur fédéral John Durham a abandonné toute poursuite contre les agents de la CIA, dont l'ex-directeur du Service clandestin de la CIA, Jose Rodriguez, ayant procédé à la destruction de cassettes-vidéo ayant enregistré les séances de torture d'al-Nashiri et d'Abou Zoubaydah.
À la suite du scandale concernant l'usage de la torture sous l'administration Bush, la justice avait demandé aux autorités de conserver toute preuve à ce sujet. Cependant, le directeur du Service clandestin de la CIA, Rodriguez, avait ordonné la destruction de 92 cassettes le 9 novembre 2005. Des agents de la CIA ont déclaré que cette destruction de preuves avait été « innocente », visant à les protéger à la suite du scandale d'Abou Ghraib, et non pas à constituer une entrave à la justice. L'enquête visait notamment à déterminer si cette destruction d'enregistrements avait eu lieu en prévision d'une enquête parlementaire.
En 2007, alors que Rodriguez avait demandé l'immunité pour témoigner devant le House Intelligence Committee (Comité parlementaire du renseignement), plusieurs anciens agents de la CIA, dont Vincent Cannistraro (en), ancien responsable du contre-terrorisme, et Larry C. Johnson (en), pensaient qu'il était très improbable qu'il ait décidé de lui-même d'effacer ces enregistrements. Selon Johnson, il était très vraisemblable que le président George W. Bush ait visionné certaines de ces cassettes. Rodriguez avait pris comme avocat Robert S. Bennett (en),, célèbre pour avoir défendu Clinton lors du scandale Monica Lewinsky, ainsi que la journaliste Judith Miller lors de l'affaire Plame-Wilson.